# Gallués

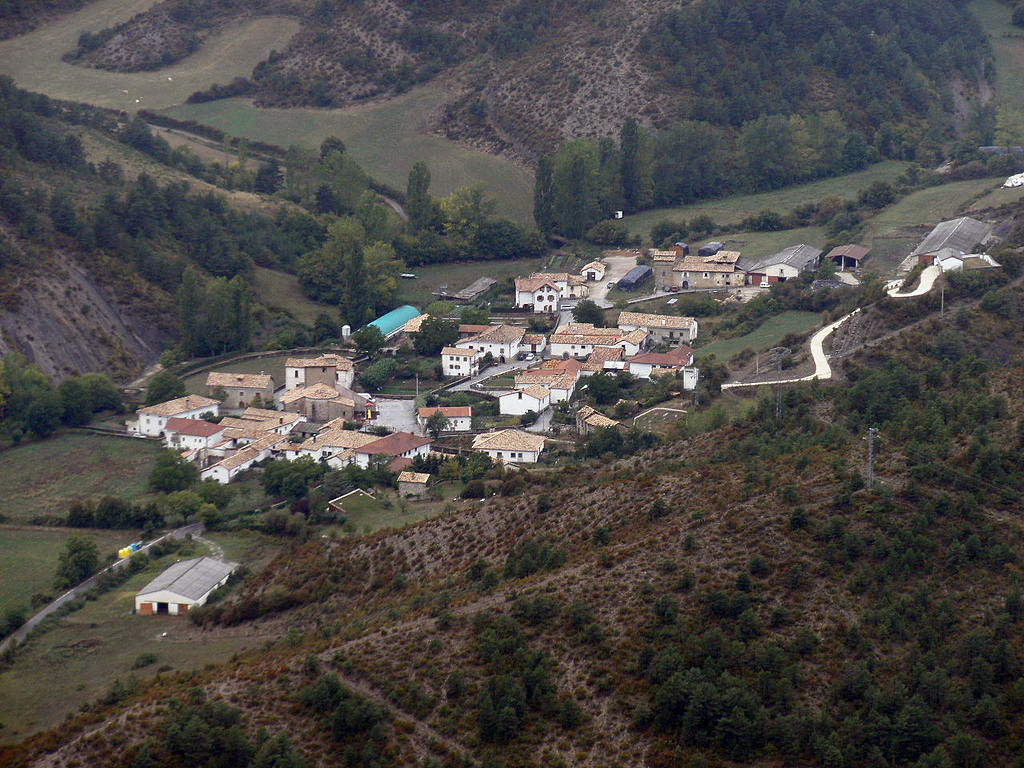
Vista aérea de la localidad de Izal

Gallués (cooficialmente en euskera: Galoze) es una villa y municipio español de la Comunidad Foral de Navarra, situado en la Merindad de Sangüesa, en el valle de Salazar y a 70 km de la capital de la comunidad, Pamplona. Su población en 2024 fue de 93 habitantes (INE). 
El municipio está compuesto por 3 concejos: Iciz, Izal y Uscarrés; y un lugar habitado: Gallués.
Inicialmente adscrita a la zona no vascófona por la Ley Foral 18/1986, en 2017 el Parlamento navarro aprobó el paso de Gallués a la Zona mixta de Navarra.
Su gentilicio es galoztarra, tanto en masculino como en femenino.

## Símbolos
El escudo de armas de la villa de Gallués tiene el siguiente blasón:

Trae de gules y un lobo de sable con las uñas doradas, que tiene atravesado en la boca un cordero de plata con los cuernos dorados.

Este escudo es el blasón privativo del valle de Salazar y al propio tiempo de cada uno de sus pueblos. Simboliza la naturaleza ganadera del valle y la necesidad de defender los animales de los ataques de los lobos.

## Geografía
Gallués está situado en la parte Nordeste de la Comunidad Foral de Navarra y Sur del Valle de Salazar a una altitud de 637 m s. n. m. Su término municipal tiene una superficie de 43,41 km² y limita al norte con los municipios de Sarriés y Güesa, al este con los de Vidángoz y Burgui, al sur con el de Navascués y al oeste con el de Urraúl Alto.

## Demografía
Gallués cuenta con una población de 93 habitantes (INE 2024).
| Gráfica de evolución demográfica de Gallués entre 1842 y 2021 |
| |
| Población de derecho según los censos de población del INE Población de hecho según los censos de población del INEEn este censo se denominaba Galues: 1842 En estos censos se denominaba Gallués: 1857, 1860, 1877, 1887, 1897, 1900, 1910, 1920, 1930, 1940, 1950, 1960, 1970, 1981 y 1991 Entre el censo de 1857 y el anterior, crece el término del municipio porque incorpora a 315051 (Icid), 315059 (Izal), 315109 (Uscarrés) |

### Núcleos de población
El municipio se divide en las siguientes entidades de población, según el nomenclátor de población publicado por el INE (Instituto Nacional de Estadística). Los datos de población se refieren a 2014
| Entidad de población | Población (2014) |
| -------------------- | ---------------- |
| Gallués              | 9                |
| Iciz                 | 13               |
| Izal                 | 32               |
| Uscarrés             | 43               |